# パラダイス・フリートRPG
パラダイス・フリートRPGは、朱鷺田祐介がデザインしたテーブルトークRPGのルールシステムである。パラフリと略される。1994年に富士見ドラゴンブックより基本ルールブックが発売されたが後に絶版。1996年にはスザク・ゲームズから独立型サプリメント「極楽艦隊・逆襲篇」が発売された。

## 概要
ドラゴンマガジンに連載されていた、宇宙戦争をあつかう同名の読者参加型ゲームと共通の背景世界を扱うコミカルなSF・RPG。システム中では殴り合いから、商談、惑星規模での押し売り、そして宇宙艦隊戦まで再現されており、SFゲームとしてシナリオの幅がきわめて広汎であることを特長とする。
コミカルと銘打たれており、実際そのとおりなのだが、武装やサイバーウェアはデッドリーなものを含んでおり、ハードな軍事陰謀シナリオなどもプレイできる。また、融通がきくおおらかな設定の世界観なので、ゲームマスター（GM）の手腕次第で、ハードSFなキャンペーン・シナリオすら展開でき、実に許容範囲が広い。

## システム

### キャラクターメイキング
本システムのキャラクターはスキル制で表現される。キャラクターにはSTR（体力）、DEX（敏捷度）、INT（知性）、SOC（社交性）の4つの能力値と、これら能力値に付随する各種技能が存在する。また、厳密には能力値ではないがそれに準ずるものとして「ETC」と呼ばれる数値がある。これはキャラクター作成時点でそのキャラクターが獲得できる初期特典の数を表すもので、能力値と合わせて割り振られる（ETCに大きなポイントを割り振ると、その分ほかの能力値が不自由になる）。ETCで獲得できるポイントは出身国ごとに異なる（後述の背景世界を参照）。
ETCにオリジナルの特典を設定することで、本システムをオリジナルの背景世界に沿わせた汎用システムのように扱うことも可能である。一例として、メディアミックス誌LOGOUTに掲載されたセッションで、本システムを使って機動戦士ガンダム世界をプレイしたケースがあり、このときETCには「ニュータイプ能力」が割り振られた。

### 行為判定
行為判定はサイコロではなくトランプを用いる。
大貧民を応用した簡単なルール。行動するキャラクターの能力値および関連する技能レベルを合計した「判定値」に等しい枚数のカードを手札から出し、GMが山札からめくったカードと比較する（このGMがめくるカードの枚数が、行為の「難易度」として事前に示され、成功の目安となる）。より強い数字のカードを出した方の勝ちとなるが、このとき出したカードが同じ数字の組になったり、同じマークで数字が順に並んだシークエンスになっていると「役」となり、カード一枚より強いものとして扱われる。また、判定値が一定以上のときは、スペードのカードを「切り札」とすることができ、切り札一枚で高位の役として扱われる。
手札は各プレイヤーごとに管理されるが、ゲーム内時間で充分な相談をする余裕があるときは、プレイヤー間で「相談」を行える。このときは手札をオープンにして自由にカードを交換し、以後の判定に備えることができる。また、相談するほどの時間がない場合でも「応援」として、特定のプレイヤーにカードを1枚渡して支援することができる。
判定の性質上、捨て札として溜まっていくカードは自然に数字の揃った、偏ったものになっていく。山札を使い切ると、捨て札を切り直して再利用することになるが、前述の理由から新たな山札は偏りが多く、結果としてゲームの後半では大きな役が揃いやすい。ゲームデザイナーはこの事実を肯定的に受け止めており、「エントロピー理論を取り入れた斬新なシステム」であると解説している。

## 背景世界
地球すら忘れ去られた、はるか5600年後の未来宇宙。人類は、しぶとく銀河規模で繁栄をつづけていた。プレイヤーは、遺伝子操作により誕生した獣人の国家「金華帝国」、伝統的な西洋封建国家「ベスティンスタイン公国」、サイボーグ・ビジネスマンの企業国家「しきがみおえど」のいずれかに属するキャラクターとなって、大宇宙での冒険を楽しむ。

### 主要国家
金華帝国
過酷かつ多様な惑星環境に適応するために、動物の姿と特性を遺伝子レベルで移植した人類の末裔「毛翁人（ビーストハーフ）」たちの国。古代中国風の帝政国家である。オマージュ元は銀河戦国群雄伝ライ。
この国出身のキャラクターはETC特典として、親族の間で交わされる「贈り物」を獲得することができる。贈り物の種類は、冒険に役立つアイテムから、邸宅や婚約者のような風変わりな財産、また帝国の皇位継承権なども含まれている。
ベスティンスタイン公国
近世ヨーロッパ風の、伝統と誇りを重んじる貴族制国家。華やかな宮廷文化が栄える一方で、宇宙海賊が一大勢力として台頭しているという側面もある。オマージュ元は銀河英雄伝説に登場する銀河帝国。
この国出身のキャラクターのETC特典は、そのキャラクターの出身階級である。最低ランクの「下級貴族（身分の割に実利はない。ゲーム的には「市民」や「海賊」以下の扱い）」から、最高ランクの「超絶美形（美しいというだけで不条理なまでの幸運に恵まれるヒーロー）」まで5段階が存在する。
しきがみおえど
バブル景気の日本に、サイバーパンクが加味されたような企業国家。国民は全て企業の社員であり、義務化されたサイボーグ手術によってビジネスに特化した肉体を持つ。オマージュ元は企業戦士YAMAZAKI。
この国出身のキャラクターのETC特典は、本来有償で取得すべきサイバーパーツの取得である。また、サイバーパーツの代わりに、各国の有力者や著名人に1回だけ優先して話を通せる「コネ」を取得することもできる。
ガメリアン連邦
プレイヤーキャラクターの出身地として選ぶことができない特殊星域。3国の共通貨幣である「ガメル」を発行している星間銀行であり、非武装中立地帯に指定されている。マスメディアなど中立性を重視する団体がこの星域に拠点を構えることも多い。

### 専門用語
マナ･フィールド
パラダイス･フリートの世界において、宇宙戦の中核をなす技術。戦艦を中心に直径10億キロメートルの力場を発生させることで、空気中のような揚力を発生させると同時にレーザー兵器や電子装置を阻害するというもので、これによって大型艦による遠距離からの射撃戦は困難となり、戦闘機によるドッグファイトが戦場の主流となっている。
また、フィールドが振動するため真空中にもかかわらず音が伝わる。このため宇宙戦でありながら戦闘機の飛行する音や撃墜された艦艇の爆発音が戦場に響き渡ることになる。また未確認ではあるが、レーザーの発射される音が聞こえたという報告や、人間の神経活動が加速され、理論上ありえない超反応が可能になっているとの主張も存在する。
強襲販売
しきがみおえどの営業形態のひとつ。専用の艦隊によって目標の星系に接近し、電波ジャックによる通信販売番組の強制放送、入国管制のハッキングによる強引な着陸を行い、星系の住民に商品を無理やり売りつける。実質的に「侵略」なのだが、あくまで形式上は小売業の形を取っているのが特徴である。売りつける商品には「再生自在の高枝がついた高枝切り鋏」など本末転倒な品物も存在する。
バーサーカー
古代銀河帝国において、反乱鎮圧のために製造された自動兵器。この暴走が銀河帝国崩壊の原因であるといわれており、帝国の生き残りがバーサーカーの攻撃を逃れて銀河各星域へ散っていったことが、現在の多様な国家軍の成立に繋がったとされる。
現在でも稼動中のバーサーカーが存在し、国家の利害を超えた敵役としてゲーム中に登場することとなる。

## 作品一覧
- 『パラダイス・フリートRPG　基本ルールブック』（富士見書房） ISBN 4829142812
- 『シナリオ集　ドクター・ファナティック』（富士見書房） ISBN 482914288X

以上の2冊は富士見ドラゴンブックより刊行された。
- 『極楽艦隊・逆襲篇』（スザク・ゲームズ） ISBN 4915125858

サプリメントではあるが、基本ルールの抄訳が掲載されているためこれ単品でもゲームをプレイすることは可能。ただし「輸送機器戦闘」「艦隊戦」のルールは掲載されていない。また、ドラゴンマガジン誌上で展開された読者参加型ゲーム（TRPG版の2年後に起こった戦争）のストーリー情報、サイバーウェアによるハッキングや電子戦闘のルールなどが収録されている。